# Maria Laborit
Pour les articles homonymes, voir Laborit.
Ne doit pas être confondu avec Marie Labory.
Maria Laborit est une actrice et metteuse en scène français, née le 1er juin 1939 à Bordeaux.

## Biographie
Maria Laborit est la fille d'Henri Laborit, le neurobiologiste inventeur des neuroleptiques : elle tient d'ailleurs un rôle dans le film Mon oncle d'Amérique d'Alain Resnais, dans lequel apparaît son père. Elle est en outre la tante d'Emmanuelle Laborit.
Née à Bordeaux, elle a vécu au Sénégal, en Afrique du Nord, puis à Paris.

## Filmographie

### Cinéma
- 1976 : Calmos de Bertrand Blier
- 1977 : Le Cœur froid de Henri Helman
- 1977 : Le Pays bleu de Jean-Charles Tacchella : une cavalière
- 1979 : Le Mors aux dents de Laurent Heynemann : Geneviève Chazerand
- 1980 : Mon oncle d'Amérique d'Alain Resnais : la troisième secrétaire de Jean
- 1980 : Inspecteur la Bavure de Claude Zidi
- 1982 : Paradis pour tous d'Alain Jessua
- 1985 : Liebe und Tod de Horst Burbulla (de)
- 1985 : Gros dégueulasse de Bruno Zincone : la femme BCBG
- 1987 : Barbablù, Barbablù de Fabio Carpi
- 1991 : L'Amour nécessaire (L'amore necessario) de Fabio Carpi : Macha
- 1998 : Rewind de Sergio Gobbi : Juliette
- 2006 : Héros de Bruno Merle
- 2016 : Un homme à la hauteur de Laurent Tirard : Christine, amie de Nicole

### Télévision
- 1962 : L'Ascenseur : la cliente du 417
- 1967 : Valmy
- 1967 : Salle n° 8 de Robert Guez et Jean Dewever : la maman inquiète pour son petit garçon (ép. 26)
- 1970 : Sa majesté Alexandre
- 1972 : Les Boussardel, mini-série réalisée par René Lucot adaptée de la suite romanesque Les Boussardel de Philippe Hériat
- 1973 : Un certain Richard Dorian, d'Abder Isker
- 1973 : Au théâtre ce soir : D'après nature ou presque de Michel Arnaud, mise en scène Jean-Paul Cisife, réalisation Georges Folgoas, Théâtre Marigny
- 1974 : Les Cinq dernières minutes : Marie Lesponne
- 1974 : Le Fol amour de Monsieur de Mirabeau : Louise
- 1976 : Château Espérance : Mlle Sauvanet
- 1976 : François le Champi : La Sévère
- 1977 : Le Cœur froid : Régine, femme de Marti
- 1977 : Minichronique de René Goscinny et Jean-Marie Coldefy, épisode Les Embarras
- 1978 : Au théâtre ce soir : Ce soir à Samarcande de Jacques Deval, mise en scène Raymond Gérôme, réalisation Pierre Sabbagh, Théâtre Marigny
- 1979 : Commissaire Moulin : Monique
- 1979 : Les Trois mousquetaires ou L'escrime ne paie pas : Milady
- 1979 : La Main coupée
- 1980 : La Nonne sanglante
- 1980 : La Vie des autres : Natacha
- 1981 : Un jour sombre dans la vie de Marine : l'amie de Marc
- 1981 : Messieurs les jurés : l'avocate de la défense
- 1982 : Téléchat : voix de Lola l'autruche
- 1982 : Le Chef de famille : la Directrice
- 1982 : La Démobilisation générale
- 1983 : Le Ambizioni sbagliate
- 1984 : I Cani di Gerusalemme : Adélaïde
- 1985 : Tendre comme le rock
- 1986 : La guerre du cochon : Alice
- 1986 : Le Libertin de qualité dans la Série rose : Mme Saint-Just
- 1988 : Salut les homards
- 1991 : Les dames chinoises d'Emmanuel Fonlladosa
- 1994 : Flics de choc: Le dernier baroud
- 2005 : Les Hommes de cœur
- 2005 : Vénus & Apollon
- 2010 : Clem de Joyce Buñuel

## Théâtre
- Les Caprices de Marianne d'Alfred de Musset, mise en scène Catherine Brieux
- La duse - dernière nuit à Pittsburg de Ghigo Di Chiara, mise en scène Huguette Hatem
- Britannicus de Racine, mise en scène Bernard Pisani
- Britannicus de Racine, mise en scène Catherine Brieux
- La Longue Nuit de Médée de Corrado Alvaro, mise en scène Marco Carniti
- Adorra ou le cimetière des éléphants de Jean-Jacques Varoujean, mise en scène Bernard Jenny
- Les Trois Mousquetaires d'Alexandre Dumas, mise en scène Francis Perrin
- Les Teinturiers de la lune de Lucette-Marie Sagnières, mise en scène Lucette-Marie Sagnières et Jacques Baillon
- Le Pain dur de Paul Claudel, mise en scène Dominique Quéhec
- L'Opéra de quat'sous de Bertolt Brecht, mise en scène Guy Rétoré
- Le Misanthrope et l'Auvergnat d'Eugène Labiche, mise en scène Roger Mollien
- La Mégère apprivoisée de William Shakespeare, mise en scène Yves Le Guillochet
- La Truite de Schubert de Bernard Da Costa, mise en scène Christian Le Guillochet
- La Philosophie dans le boudoir de Sade, mise en scène Christian Le Guillochet
- Oncle Vania d'Anton Tchekov, mise en scène Roger Nicolas
- Les Ressources de Quinola d'Honoré de Balzac, mise en scène Jacques Sarthou
- Lysistrata d'Aristophane, mise en scène André Reybaz
- 1964 : Richard III de Shakespeare, mise en scène Jean Anouilh et Roland Piétri, Théâtre Montparnasse
- 1966 : Le Cid de Corneille, mise en scène Jean-Pierre Miquel, Théâtre Antoine
- 1967 : Horace de Corneille, mise en scène Jean-Pierre Miquel, Théâtre des Variétés
- 1968 : Tartuffe de Molière, mise en scène Pierre Valde, Théâtre de Colombes
- 1969 : Orden de Girolamo Arrigo, mise en scène Jorge Lavelli, Festival d'Avignon
- 1970 : Orden de Girolamo Arrigo, mise en scène Jorge Lavelli, Tréteaux de France
- 1973 : Bella Ciao de Fernando Arrabal, mise en scène Jorge Lavelli, Théâtre de Chaillot
- 1973 : Crime impossible de Michel Arnaud, mise en scène Jean-Paul Cisife, Théâtre de la Renaissance
- 1974 : Sur la piste d'Eduardo Manet, mise en scène Andréas Voutsinás, Théâtre 13
- 1977 : Les Bacchantes d'Euripide, mise en scène Michael Cacoyannis, Comédie-Française au Théâtre de l'Odéon
- 1978 : La Plus Forte d'August Strindberg, mise en scène Raymond Rouleau, Petit Théâtre de Paris
- 1987 : Polyeucte de Corneille, mise en scène Marcelle Tassencourt, Festival de Versailles Grand Trianon
- 1989 : Olympe de Gouges de Michelle Chevrot, mise en scène Rachel Salik, Carré Sylvia Montfort, Festival d’Avignon
- 1991 : Les Comédies barbares de Ramón María del Valle-Inclán, mise en scène Jorge Lavelli, Festival d'Avignon
- 1992 : Les Comédies barbares de Ramón María del Valle-Inclán, mise en scène Jorge Lavelli, Théâtre national de la Colline, Théâtre de Nice, Théâtre des Treize Vents
- 1993 : Roméo et Juliette de William Shakespeare, mise en scène Daniel Benoin, Comédie de Saint-Etienne
- 2009 : A mon âge, je me cache encore pour fumer de Rayhana, mise en scène Fabian Chappuis, Maison des Métallos
- 2011 : Les Liaisons dangereuses d'après Pierre Choderlos de Laclos, mise en scène Régis Mardon, Théâtre du Petit-Saint-Martin

En langue espagnole :
- La vida es sueño de Calderon de la Barca, dans le rôle d'Estrella

### Mise en scène
- Chroniques des jours entiers, des nuits entières et Chroniques 2 - Quoi dire de plus du coq ? de Xavier Durringer
- Les joggers de minuit - emploi strictement réservé aux licenciés en lettres et La visite au cabaret, de Bernard da Costa
- Lola, un temps de chien de Charlotte Dubreuil

## Voix parlée et chant
- Abécédaire (toutes les voix féminines), écrit par Jean Laborit et dessiné par Roland Topor, CNDP
- Lola l'autruche dans Téléchat